# ستاره‌های دریایی فورسیپولاتیدا
ستاره‌های دریایی فورسیپولاتیدا(نام علمی: Forcipulatida) نام یک راسته از رده ستاره دریایی است.